# 제럴드 맥레이니
제럴드 리 맥레이니(영어: Gerald Lee McRaney, 1947년 8월 19일 ~ )는 미국의 배우이다. 넷플릭스 제작 드라마 《하우스 오브 카드》에서 레이먼드 터스크 역으로 출연했다.

## 출연 작품
- 디스어포인트먼트 룸 (2016)
- 돌리 파튼스 코트 오브 매니 컬러스 (2015)
- 에이전트 X (2015)
- 포커스 (2015)
- 베스트 오브 미 (2014)
- 하트 오브 더 컨트리 (2013)
- 레드 테일스 (2012)
- 언더커버스 (2010)
- A-특공대 (2010)
- 겟 로우 (2009)
- 샤일로 3 (2006)
- 고잉 포 브로크 (2003)
- 에이리언 토네이도 (2002)
- 헨젤과 그레텔 (2002)
- 데인저 씨 (2001)
- 버터크리크의 악몽 (1997)
- 약속된 땅 (1996)
- 패스트 포워드 (1995)
- 또다른 진실 (1995)
- 섹스, 살인 그리고 운명 (1995)
- 암드 앤 이노센트 (1994)
- 모터싸이클 갱 (1994)
- 결혼 성공하기 (1994)
- 영예의 표적 (1990)
- 검은 복수 (1990)
- 달빛 살인 (1989)
- 호보의 크리스마스 (1987)
- 아메리칸 저스티스 (1986)
- 네버엔딩 스토리 (1984)
- 두 얼굴의 사나이 - 데스 인 더 패밀리 (1977)
- 여형사 페페 (1974)

### 텔레비전
- 뿌리 - 그 다음 세대 (1979)
- 두 얼굴의 사나이 - 시리즈 (1978)
- 터치드 바이 언 엔젤 (1994)
- 달리는 사이먼 (1981)
- 하우스 오브 카드 시즌2 (2014)
- 웨스트 윙 시즌1 (1999)
- 명탐정 바나비 존즈 (1973)
- 샌프란시스코 수사반 (1972)
- 딜론 보안관 (1955)
- 데드우드 (2004)
- 제리코 (2006)
- 페어리 리갈 (2011)